# 王守道
王 守道（おう しゅどう、? - 1270年）は、最初期のモンゴル帝国に仕えた漢人将軍の一人。字は仲履。真定府平山県の出身。

## 略歴
金朝末期、モンゴル軍の侵攻と金朝朝廷の南遷によって華北が荒廃すると、時に虐げられた民が県令等の官吏を殺害することもあったが、王守道が県尉とされた時には人々は喜んだという。モンゴル帝国に早くから帰順した史天倪が河北西路兵馬都元帥の地位に就くと、真定を拠点として大名府・沢州・潞州・懐州・孟州を配下に収めたため、王守道もこれに降った。
後に武仙が降った時、王守道は史天倪に対して武仙は史天倪の下位に立たされたことに不満を抱いているため、注意せよと助言した。果たして、武仙はモンゴルに対して叛乱を起こして真っ先に史天倪を殺害したため、史氏一族は史天倪の弟の史天沢を中心に結集し武仙を攻めた。また、史天倪のもう一人の弟の史天安はこれを聞くと駐屯先の白霫から駆け付け、遂に真定を奪回した。敗れた武仙は西方の城塞に逃れ、王守道の家人を人質に裏切るよう誘ったが、王守道はこれを峻拒し、史氏一族と協力して武仙を討った。
後に史天沢が五路万戸の地位に就くと王守道は行軍参謀兼検察使に抜擢された。この頃、真定一帯はトルイ家の投下領とされ、早世したトルイの妻のソルコクタニ・ベキが管理を行っていたため、王守道はこれに仕えて真定の統治に携わった。1261年（中統2年）、史天沢が中書右丞相の地位を授けられると、王守道もあわせて真定等路万戸府参謀の地位を授けられたが、1270年（至元7年）に亡くなった。